# Boggis
Boggis (zm. ok. 660) – książę Akwitanii od 632 r. Jego pochodzenie jest nieznane. Niektórzy uważają, że mógł on być synem króla Akwitanii z dynastii Merowingów Chariberta II. Teoria te jest oparta na tzw. "charte d'Alaon", przedstawiającej genealogię księcia Akwitanii Odona Wielkiego. Większość historyków uważa jednak tę kartę za mało wiarygodną.
Boggis został wyniesiony do władzy nad Akwitanią przez powstanie, jakie wybuchło w tej prowincji po śmierci króla Chilperyka. W tym samym czasie bunt wzniecili Gaskończycy. Król Dagobert I wysłał przeciwko nim armię pod wodzą Chandoiny, który odniósł częściowe zwycięstwo pod Soule. W bitwie tej zginął przywódca Gaskończyków Arimbert i kilku pomniejszych wodzów. Po kilku następnych wyprawach wojennych Dagobert mianował Aighynę księciem Waskonii. Boggisowi pozostawiono władzę nad Akwitanią.
Ok. 645 r. poślubił Odę, kobietę nieznanego pochodzenia. Jego dziećmi lub bratankami mogą być św. Hubert z Liège, książę Odon Wielki i Imitarius. Jego bratem był prawdopodobnie niejaki Bertrand. Wszystkie informacje o rodzinie Boggisa pochodzą z "charte d'Alaon" i są przyjmowane sceptycznie przez większość historyków.